# Xeronema
Genre
Classification APG II (2003)
Xeronema est un genre de la famille des Liliaceae, ou des Xeronemataceae selon la classification phylogénétique. Ce genre ne contient que deux espèces :
- Xeronema callistemon W.R.B.Oliv. - Originaire des Poor Knights Islands dans le nord de la Nouvelle-Zélande.
- Xeronema moorei Brongn. & Gris - Originaire de Nouvelle-Calédonie